# Sư thừa
Sư thừa là một tư tưởng nho giáo trong đó coi việc học tập chủ yếu là việc thừa hưởng các kiến thức của người thầy (sư). Do thừa hưởng, nên người học trò dù có giỏi đến đâu cũng chỉ có thể tiệm cận đến ngưỡng tri thức của người thầy mà không bao giờ vượt ra ngoài ngưỡng đó được. Quan niệm này rất phổ biến trong thời kỳ phong kiến khi Nho giáo thịnh hành. Mặt tích cực của nó là cổ súy cho tinh thần tôn sư trọng đạo, khẳng định địa vị cao quý của những người làm thầy (dạy dỗ người khác) trong xã hội. Mặt tiêu cực của nó là kìm hãm sự sáng tạo và cách tiếp cận đa diện với những vấn đề của thời đại. Mặt tiêu cực này đã ngày càng bộc lộ rõ cùng với xu hướng vượt trội của quan điểm giáo dục và văn hóa phương Tây về sau.